# Poema visual transitable en tres tiempos: Nacimiento, camino —con pausas y entonaciones— y destrucción
Poema visual transitable en tres tiempos: Nacimiento, camino —con pausas y entonaciones— y destrucción (en catalán: Poema visual transitable en tres temps: naixement, camí —amb pauses i entonacions— i destrucció) es un monumento escultórico situado en los jardines de Marià Cañardo, en Barcelona (distrito de Horta-Guinardó). Concebido como poema visual, fue creado en 1984 por Joan Brossa.

## Historia

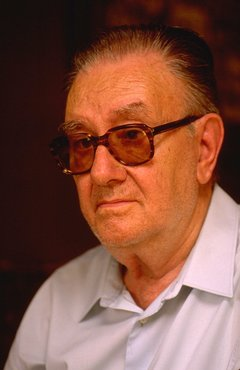
Joan Brossa

Joan Brossa i Cuervo (1919-1998) fue un artista polifacético y poeta en lengua catalana, de difícil encasillamiento. En sus inicios estuvo vinculado al surrealismo y formó parte del grupo Dau al Set, con Antoni Tàpies, Modest Cuixart, Joan Josep Tharrats, Joan Ponç y Arnau Puig. Este grupo, surgido a finales de los años 1940, pretendía renovar el panorama artístico catalán y desmarcarse del arte oficialista propugnado por la dictadura franquista, acercándose a las nuevas corrientes internacionales de vanguardia. Hasta 1956, fecha de la disolución del grupo, Dau al Set evolucionó desde un cierto surrealismo mágico hacia el informalismo más o menos abstracto. Posteriormente Brossa continuó su carrera en solitario, trabajando especialmente en un concepto que aglutinaba sus dos grandes pasiones, la poesía y el arte, a través de lo que él denominaba «poemas visuales», obras con un soporte material pero que evocaban un concepto inmaterial. Otras obras suyas en ese sentido en la ciudad de Barcelona fueron el Llagost del Colegio de Aparejadores y las Lletres Gimnastes de la calle de Rauric, así como la decoración de la fachada del teatro dedicado a su figura, el Espai Escènic Joan Brossa, en la calle Allada-Vermell (1998). Otras esculturas de Brossa en Barcelona son: El antifaz (1991), Barcino (1994), y el Monumento al libro (1994).
La escultura se encuentra en los jardines de Marià Cañardo —dedicados al ciclista Mariano Cañardo—, junto al Velódromo de Horta. El encargo de la escultura a Brossa partió de los arquitectos que construyeron el velódromo, Esteve Bonell y Francesc Rius, quienes diseñaron también los jardines de alrededor y pensaron decorarlos con alguna escultura o instalación artística. Bonell era amigo personal de Brossa, para el que había construido su casa de la calle Génova.
El monumento fue inaugurado, junto a los jardines y el velódromo, el 27 de agosto de 1984, en la fecha de apertura del los Campeonatos del mundo de ciclismo celebrados en el velódromo. Al acto asistieron el alcalde de Barcelona, Pasqual Maragall; el presidente de la Generalidad de Cataluña, Jordi Pujol; el presidente de la Unión Ciclista Internacional, Luis Puig; el ministro de Cultura, Javier Solana; el secretario de Estado para el deporte, Romà Cuyàs; y el presidente del Comité Olímpico Internacional, Joan Antoni Samaranch.

## Descripción
El poema visual consta de diversos elementos escultóricos esparcidos por el terreno, colocados en un recorrido ascendente por la colina donde se ubica el velódromo, partiendo del Paseo del Valle de Hebrón: el primer elemento es una letra A mayúscula de 16 m de altura, que da acceso a un terreno poblado de algarrobos, olivos y cipreses, donde se sitúan diversos signos de puntuación esparcidos sobre la hierba (punto, coma, tres puntos, signos de interrogación y de admiración, paréntesis, dos puntos, comillas, barra y corchetes); por último, en la parte superior, en la explanada frente al velódromo, hay otra letra A rota, con la base de la misma asentada sobre el terreno y diversos trozos esparcidos alrededor.
El conjunto, iniciado con una letra A entera y acabado con otra A rota, representa el ciclo de la vida, representado en tres fases: el nacimiento, el transcurrir de la vida —denominado por el poeta «camino con pausas y entonaciones»— y la muerte (o «destrucción»). Así, los distintos signos de puntuación situados entre las dos A —entre el nacimiento y la muerte— representan las diversas vicisitudes por las que se ha de transitar en la vida. El conjunto supone así una reflexión sobre la vida y la muerte, a través de unos objetos que evocan ideas partiendo de imágenes, el objetivo perseguido por el artista a través de sus poemas visuales.
El propio Brossa explicó en la memoria del proyecto:

¿Posible significado? La vida de los seres está sometida a una evolución degradante que acaba en destrucción.

También hizo el siguiente comentario a petición de los arquitectos:

Impacto y sorpresa supone la aventura de unas letras y unos signos que buscan su significado alejados de cualquier texto y en medio de la vegetación, símbolo de la vida misma.

## Galería

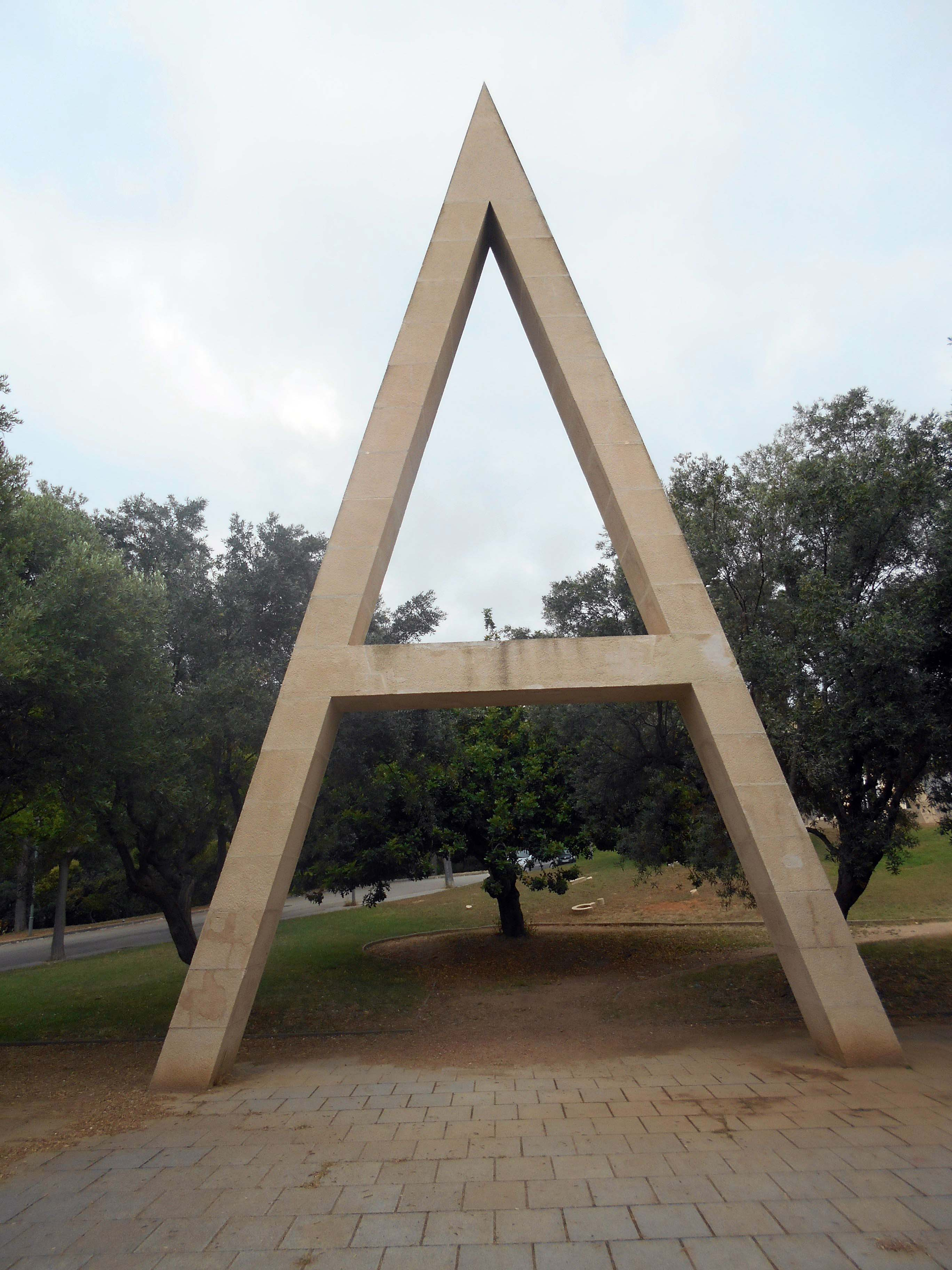
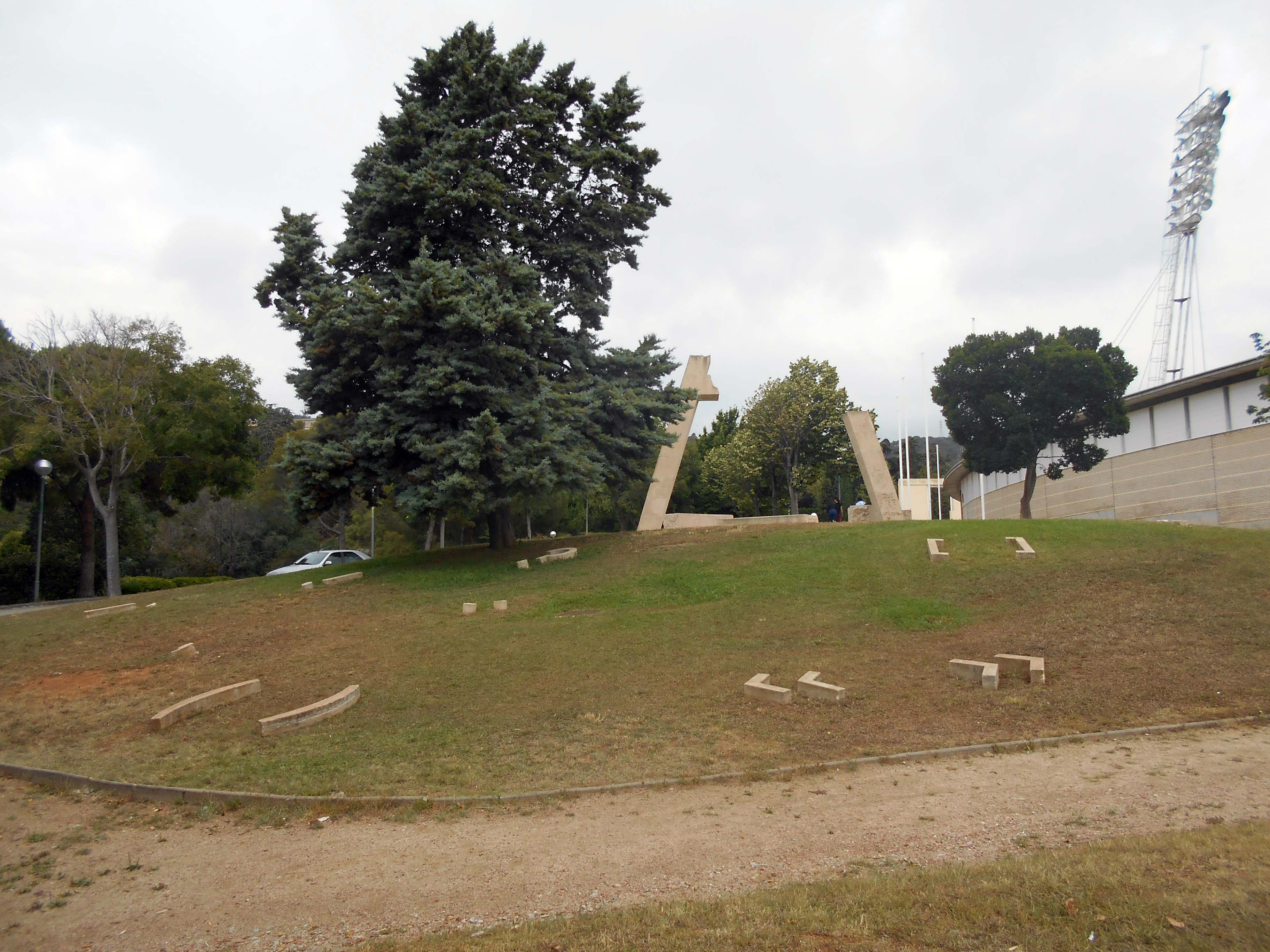
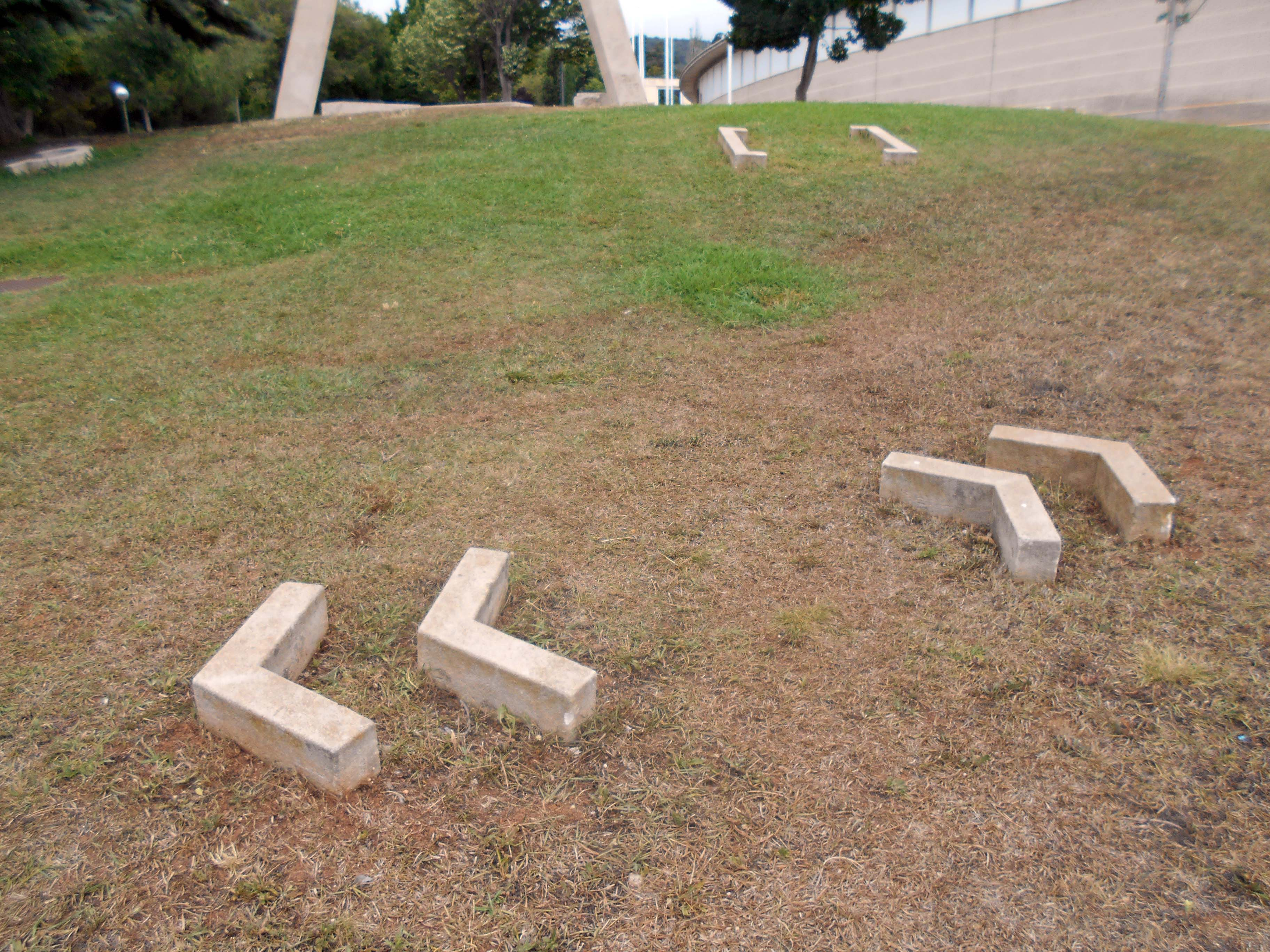
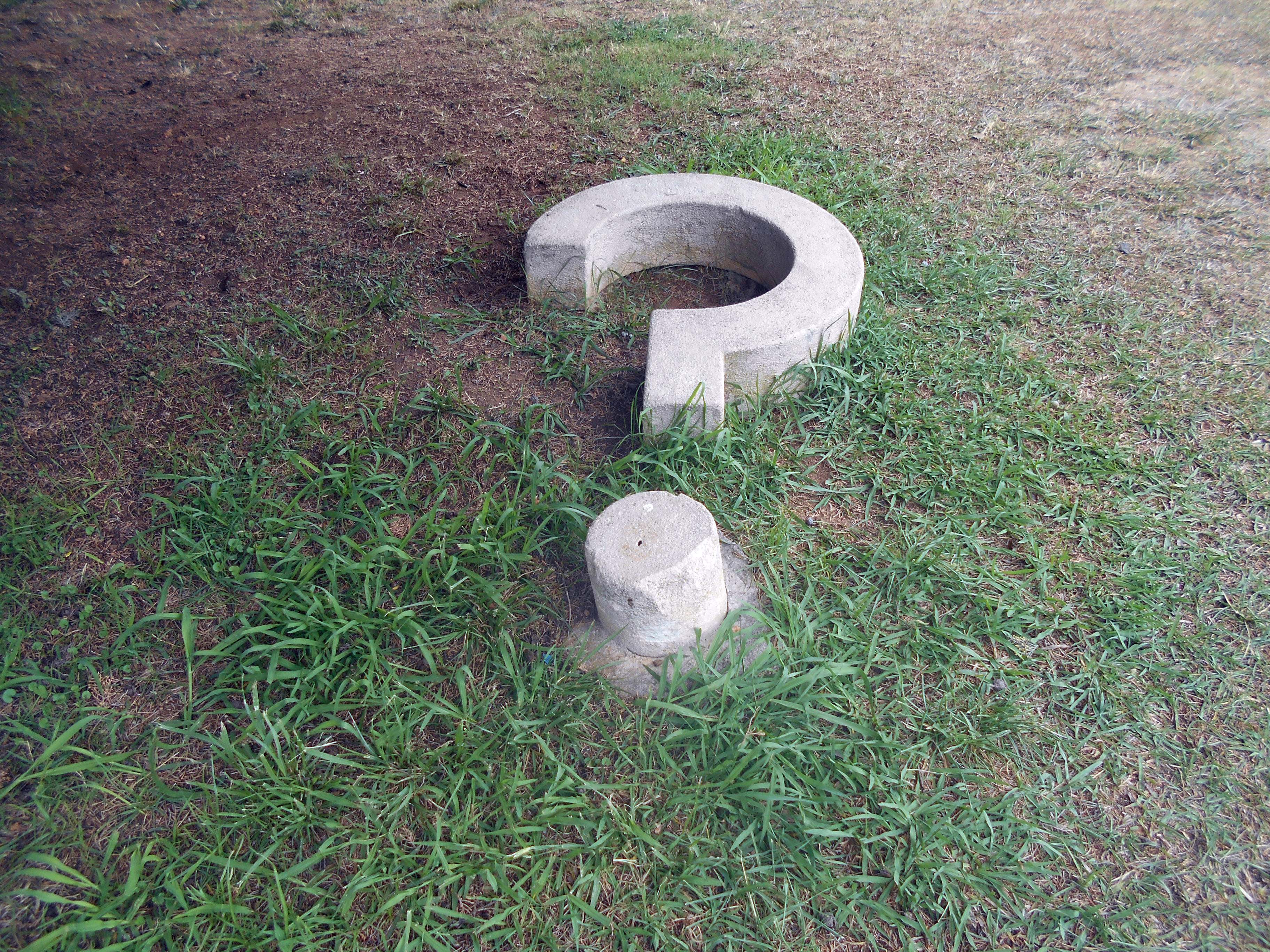
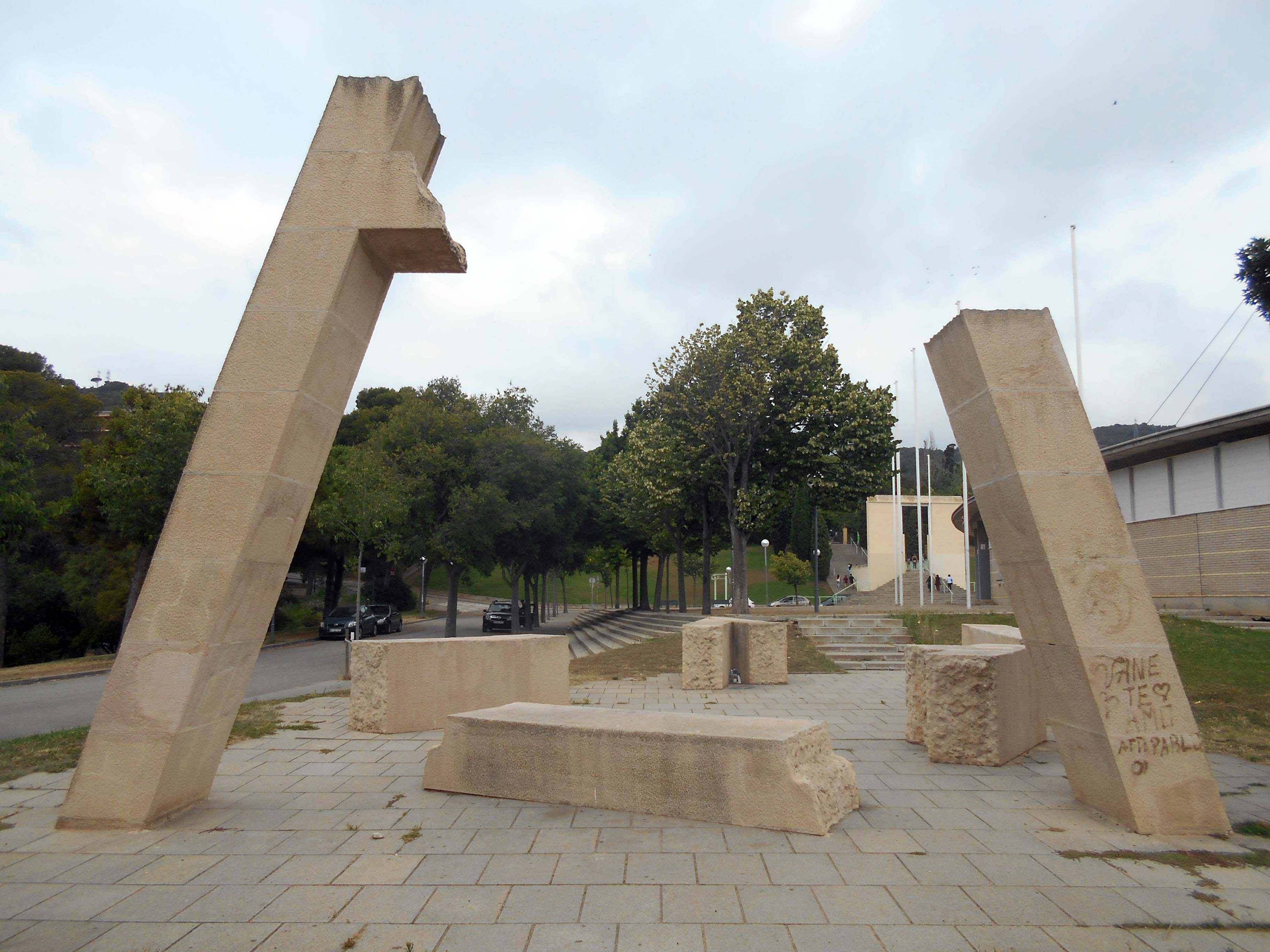
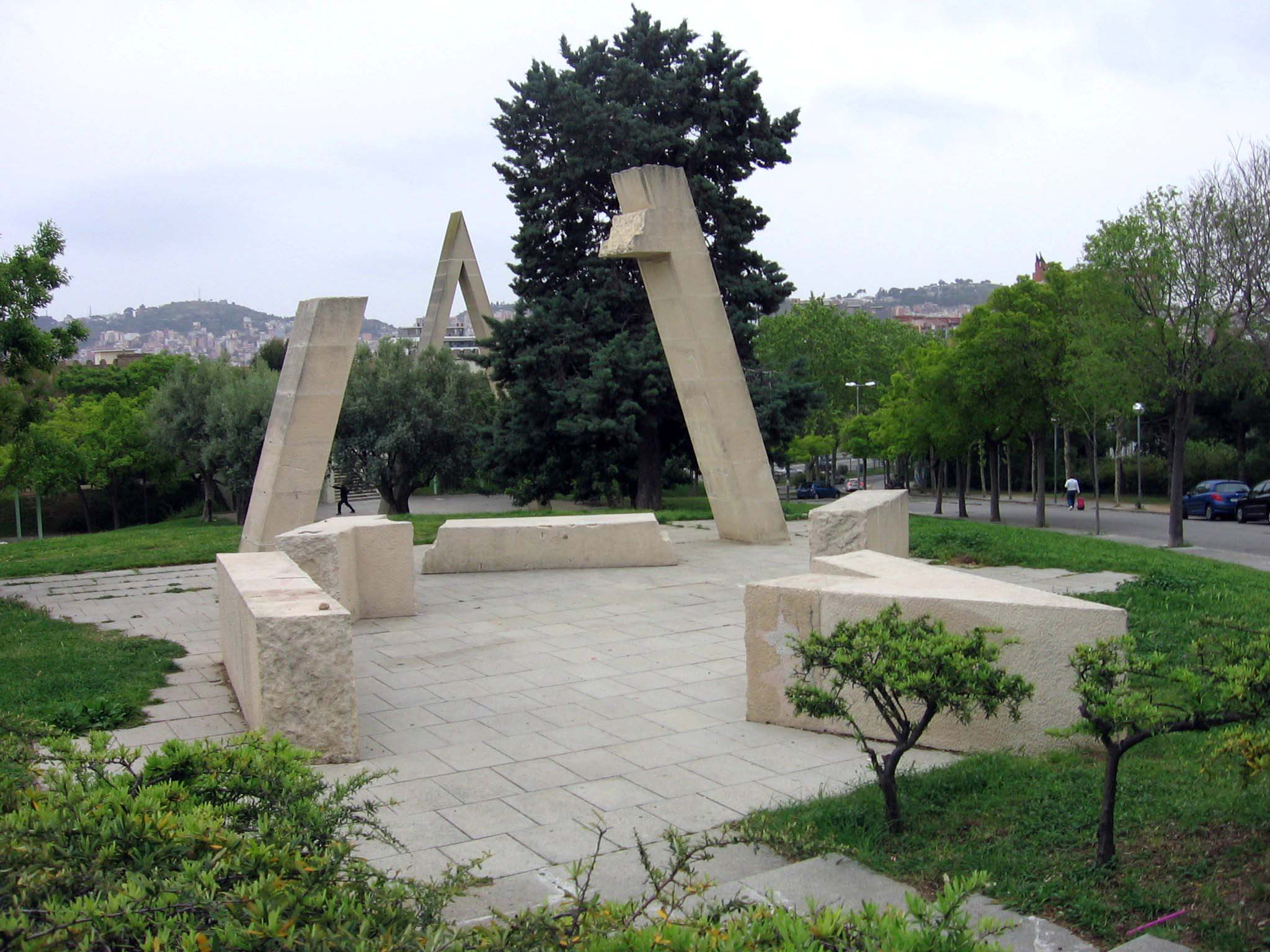